# Augustinus av Canterbury
Augustinus av Canterbury, född på 500-talet, död 26 maj 604, var en italiensk munk och missionär till England som grundade Canterbury stift och blev den förste ärkebiskopen av Canterbury.

## Bakgrund

### Ungdom
Mycket litet är känt om Augustinus av Canterburys tidiga år; det saknas exempelvis uppgifter om födelsedatum, ort och uppväxt. Flera verk utgår dock från att Augustinus var av italiensk härkomst, möjligen från regionen runt Rom, och att han skulle vara från en jordägande eller på annat sätt inflytelserik familj. Augustinus blev munk i klostret Oratorio di Sant'Andrea al Celio på Caelius i Rom, där han också lärde känna en Gregorius, som sedermera blev påve under namnet Gregorius I eller Gregorius den store.

### Gregorius den stores mission
Romarrikets ockupation av England upphörde cirka år 410, och landet kom istället under anglosaxiskt inflytande. Med det följde en återgång till hedendom. Påve Gregorius I ville därför sända missionärer till England. Han valde ut Augustinus, som nu blivit klostrets prior, och sände honom med ett fyrtiotal munkbröder som missionärer. År 597 togs missionärerna emot av kung Ethelbert av Kent, som förlänade munkarna mark i närheten av Canterbury för att uppföra ett kloster med kyrka. När Augustinus biskopvigdes runt år 597 blev klosterkyrkan istället Englands första domkyrka, och Englands första stift bildades. Gregorius den store utsåg år 601 Augustinus till ärkebiskop och metropolit över England.
Gregorius den store uppdrog åt Augustinus att biskopsviga 12 biskopar, och att genast sända en av de nya biskoparna till York. Augustinus vigde då Mellitus till biskop av Londons stift och Justus av Rochesters stift. Han vigde också Laurentius av Canterbury till sin efterträdare som ärkebiskop av Canterbury.

### Eftermäle
Augustinus begravdes strax utanför den kyrka som höll på att byggas till apostlarna Petrus och Paulus ära, och som senare kom att få namnet Saint Augustine's Abbey. Han vördas som helgon inom Romersk-katolska kyrkan, Anglikanska kyrkogemenskapen och Ortodoxa kyrkan. Augustinus biskopssäte (The Chair of St Augustine) är idag en benämning på ärkebiskopen av Canterbury och dennes roll i Anglikanska kyrkogemenskapen.